# INVADER
INVADER (englisch INteractive Vehicle for Art and Design Experimental Research, auch ARTSAT1, OSCAR 77 und CO-77) ist ein japanischer Amateurfunksatellit und Teil eines Kunstprojekts.

## Mission
Der Satellit ist der erste im ARTSAT-Projekt der Kunsthochschule Tama und wird von Studierenden der Hochschule betrieben. Er ist nach dem Cubesat-Standard entwickelt worden und hat die Form eines Würfels mit einer Kantenlänge von 10 Zentimetern. An Bord sind Sensoren zur Temperaturmessung im Satelliten. Ebenso wurde eine niedrigauflösende CMOS-Kamera eingebaut, die Bilder der Erde aufnimmt. Zur Kommunikation nutzt INVADER Amateurfunk. Die auf der Erde empfangenen Bilder und Temperaturdaten sollen für Kunstprojekte verwendet werden, z. B. der Steuerung von Lichtinstallationen in Abhängigkeit von den Temperaturdaten.
Gestartet wurde INVADER am 27. Februar 2014 (UTC) als Sekundärnutzlast mit einer H-IIA-202-Rakete im Tanegashima Space Center. Mit dem japanischen Amateurfunkrufzeichen JQ1ZKK sendet er Morsezeichen, Packet-Radio-, Sprach- und niedrigauflösende Kamerasignale im 70-Zentimeter-Band. Nach dem Start erhielt er die OSCAR-Bezeichnung OSCAR 77 bzw. CO-77.